# Дреновица (рид)
Вижте пояснителната страница за други значения на Дреновица.
Дреновица е полупланински рид в Северозападна България, Западния Предбалкан, области Враца и Плевен. По североизточното му подножие преминава условната граница между Предбалкана и Дунавската равнина.
Полупланинският рид Дреновица се издига във външната структурна ивица на Западния Предбалкан и е разположен в междуречието на реките Скът и Искър. Простира се в посока северозапад-югоизток на протежение от 21 – 22 км, между река Скът при села Нивянин и река Искър при село Реселец. В югоизточната му част ширината достига 7 – 8 км, а в северозападната – едва 2 – 3 км. Североизточните му склонове, обърнати към Дунавската равнина са стръмни, а югозападните – полегати, осеяни с карстови форми – пропасти, понори и пещери. На северозапад, в района на село Буковец се свързва с успоредния на него рид Венеца, а на юг – с Каменополското плато. Максимална височина е връх Челковица (363,9 м), разположен в южната му част, на 2,6 км западно от село Бресте. Левит приток на Искър Габарска река проломява рида при село Габаре и го разделя на две части – по-ниска северозападна и по-висока югоизточна. Северните му склонове се отводняват от десните малки и къси притоци на река Скът, а останалите части от рида – от леви притоци на Искър, в т.ч. Габарска река. Предимно югоизточните по-високи части на Дреновица са обрасли с гори от дъб, цер, липа и габър.
В северозападната част на рида, в Община Бяла Слатина са разположени селата Буковец, Габаре и Тлачене, а в югоизточната част, в Община Червен бряг – селата Бресте, Горник, Реселец и Сухаче.
В средната си част, през пролома на Габарска река при село Габаре рида Дреновица се пресича от север на юг от третокласен път № 134 от Държавната пътна мрежа Бяла Слатина – Габаре – Горна Бешовица – Мездра.

## Топографска карта
- Лист от карта K-34-24. Мащаб: 1 : 100 000.
- Лист от карта K-34-36. Мащаб: 1 : 100 000.
- Лист от карта K-35-25. Мащаб: 1 : 100 000.